# Tim Zühlke
Tim Zühlke (* 21. Juni 1979 in Erfurt) ist ein ehemaliger deutscher Bahnradsportler und jetziger -trainer.

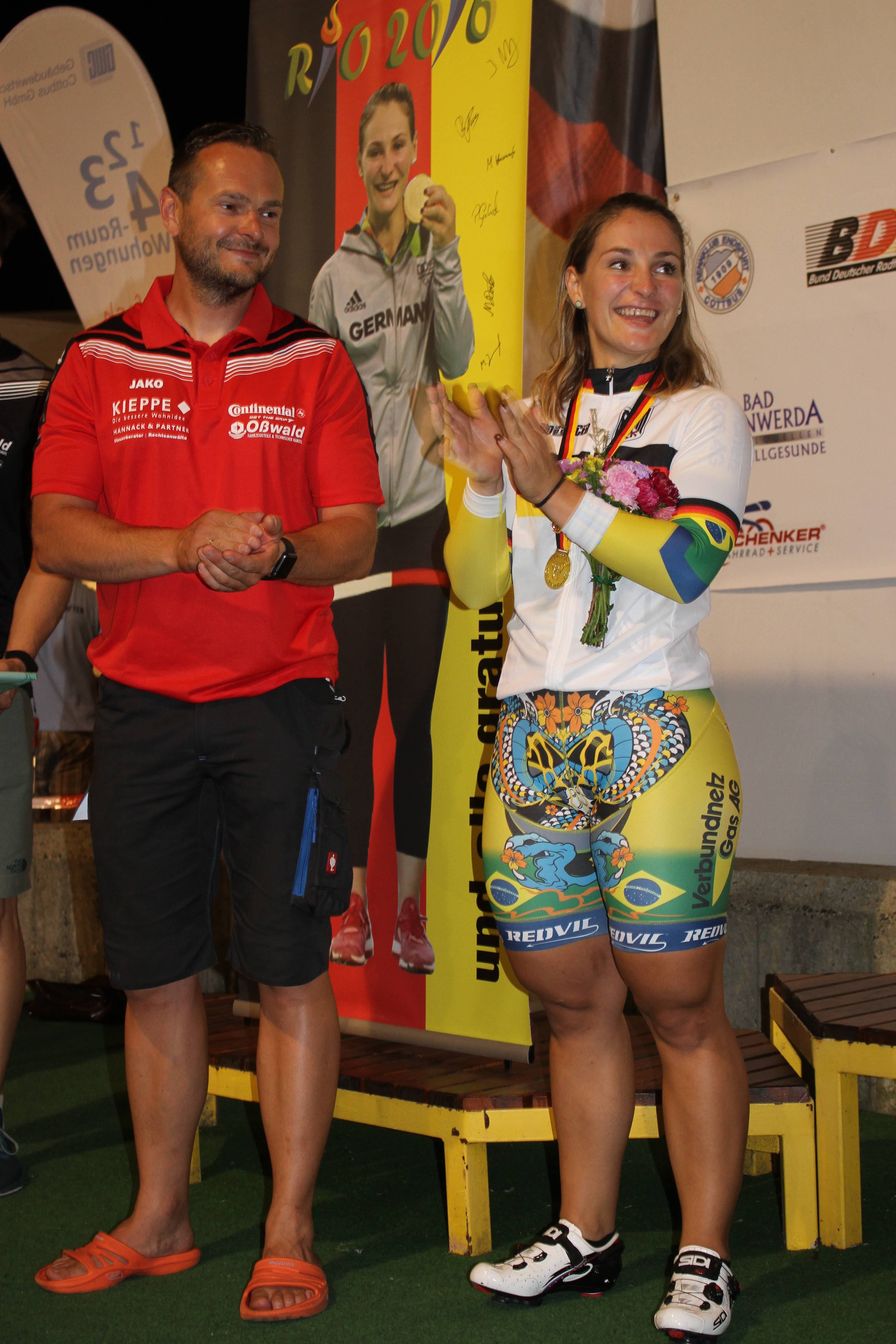
Zühlke mit seinem Schützling, der zweifachen Olympiasiegerin Kristina Vogel

## Beruflicher Werdegang
Tim Zühlke stammt aus einer Radsportfamilie: sein Großvater war als Radsporttrainer und sein Vater als Bahnfahrer aktiv. Seine sportliche Laufbahn begann Zühlke dennoch als Eisschnellläufer, wechselte aber nach der Wende zum Radsport. 1997 wurde er in Kapstadt Vize-Junioren-Weltmeister im 1000-Meter-Zeitfahren. 1998 sowie 1999 wurde er jeweils Dritter bei nationalen Meisterschaften im Teamsprint, gemeinsam mit René Wolff und Matthias John.
Kurz danach beendete Zühlke seine Radsport-Laufbahn und nahm ein Sport-Studium auf, nachdem er ein Informatik-Studium abgebrochen hatte. Während des Studiums absolvierte er ein Praktikum bei seinem Heimatverein RSC Turbine Erfurt, als Assistent des damaligen Trainers René Wolff. Als dieser 2009 als Nationaltrainer in die Niederlande ging, wurde Zühlke Mitte 2010, bevor er noch sein Studium abgeschlossen hatte, dessen Nachfolger beim Olympiastützpunkt Thüringen.
2013 übernahm Zühlke die Betreuung der Mannschaft Project TeamSpirit, in der sich die Bahnfahrer René Enders, Richard Aßmus und Maximilian Dörnbach gezielt auf die Olympischen Spiele 2016 vorbereiten. Nachdem sich der bisherige Träger des Teams zurückgezogen hatte, wurde im Frühjahr 2014 das neue Sprintteam Thüringen unter Zühlkes Leitung vorgestellt, dem neben Enders, Aßmus und Dörnbach die jungen Sportler Doreen Heinze und Alexander Franz angehörten.
Zum September 2017 wechselte Zühlke als Trainer nach China. Dort betreute er die Sprintnationalteams der Männer und Frauen. Als einen Grund für seinen Wechsel gab Zühlke an, dass seiner Ansicht nach die Strukturen im deutschen Sport nicht dazu geeignet seien, um den Hochleistungssport langfristig positiv zu entwickeln. Nach rund einem Jahr als Trainer in China wurde er 2018 von dem Neuseeländer Anthony Peden abgelöst, nachdem Zühlke wegen enttäuschender Rahmenbedingungen seinen Vertrag gekündigt hatte. Sein Vorgänger Sven Meyer wurde sein Nachfolger in diesem Amt.
Zum 1. Januar 2019 wurde er vom BDR zum Nationaltrainer für den Ausdauerbereich (Bahn) der Junioren ernannt und löste den bisherigen Trainer Helmut Taudte ab, der in den Ruhestand ging. Zudem gehörte zu seiner Trainingsgruppe auch Pauline Grabosch, welche er bereits während seiner Zeit beim Olympiastützpunkt Thüringen trainiert hatte. Zum Jahre 2022 wurde er als Nachfolger von Sven Meyer Trainer der Bahnmannschaft Ausdauer der Elite. Ende 2023 beendete er aus familiären Gründen seine Trainertätigkeit für den BDR. Sein Vorgänger Sven Meyer wurde sein Nachfolger in diesem Amt.